# What Now (album Brittany Howard)
What Now è il secondo album in studio da solista di Brittany Howard. È stato pubblicato il 9 
| Recensione   | Giudizio |
| ------------ | -------- |
| DIY          |          |
| Mojo         |          |
| NME          |          |
| The Observer |          |
| Pitchfork    |          |
| Uncut        |          |

febbraio 2024, come debutto su etichetta su Island Records.

## Contesto e promozione
Il 12 settembre 2023, quattro anni dopo l'uscita del suo debutto Jaime, il co-CEO della Island Records Justin Eshak annunciò che Howard aveva firmato con l'etichetta. Allo stesso tempo, Howard ha rivelato che sarebbe stata in arrivo nuova musica e ha condiviso le date del suo tour da co-headliner con L'Rain e Becca Mancari.

## Ricezione e critica
What Now ha ricevuto un punteggio di 90 su 100 sull'aggregatore di recensioni Metacritic sulla base delle recensioni di dieci critici, indicando "il plauso universale". Analizzando l'album per Mojo, Grayson Haver Currin ha scoperto che l'album "cattura la gioia di Howard - la gioia che trova nel cantare, nel svolazzare attraverso forme diverse e nel dire le parti difficili attraverso canzoni brillanti" mentre Howard "saccheggia così tanti stili che potrebbe invece chiamarsi What Next». Uncut lo ha definito "un Jaime 2.0 che probabilmente garantirà il suo status di autrice in termini sia di concezione che di esecuzione" in quanto "è [un] disco più grande, più libero di pensiero e più dinamicamente audace".

## Tracce
1. Earth Sign – 3:38
2. I Don't – 3:22
3. What Now – 3:46 (Howard, Taylor Ann Avis Bogner)
4. Red Flags – 4:27
5. To Be Still – 2:27 (Howard, Brad Allen Williams)
6. Interlude – 0:38
7. Another Day – 2:14
8. Prove It to You – 3:20
9. Samson – 5:17
10. Patience – 3:16
11. Power to Undo – 2:50
12. Every Color in Blue – 3:06